# Eleição presidencial de Timor-Leste de 2022
A eleição presidencial timorense de 2022 foi realizada em duas voltas, em 19 de março e 19 de abril. Foi a 5ª eleição presidencial do país após a independência em 2002.
O presidente, Francisco Guterres concorreu ao segundo mandato. Como nenhum dos candidatos presidenciais obteve ao menos 50% dos votos, uma segunda volta ocorreu em 19 de abril, com os dois candidatos que obtiveram mais votos, José Ramos-Horta e Francisco Guterres.
O ex-presidente José Ramos-Horta foi eleito presidente de Timor Leste.

## Sistema eleitoral
O Presidente de Timor-Leste é eleito usando o sistema eleitoral a duas voltas.

## Andamento
O Embaixador da União Europeia (UE) em Timor-Leste, Andrew Jacobs disse, que a delegação da UE de Bruxelas estará envolvida como observadora nas eleições presidenciais de 2022.
O representante da Embaixada Americana em Timor-Leste, encarregado de negócios Tom Daley, disse que os Estados Unidos enviará uma equipe de observadores para a eleição presidencial timorense. Ele ainda afirmou que os Estados Unidos apoia Timor-Leste no desenvolvimento da democracia desde a independência de Timor-Leste e que os Estados Unidos planea enviar observadores para garantir que a eleição seja transparente e que os eleitores sejam livres para escolher o candidato à presidente sem intimidação de nenhum partido.

## Candidatos

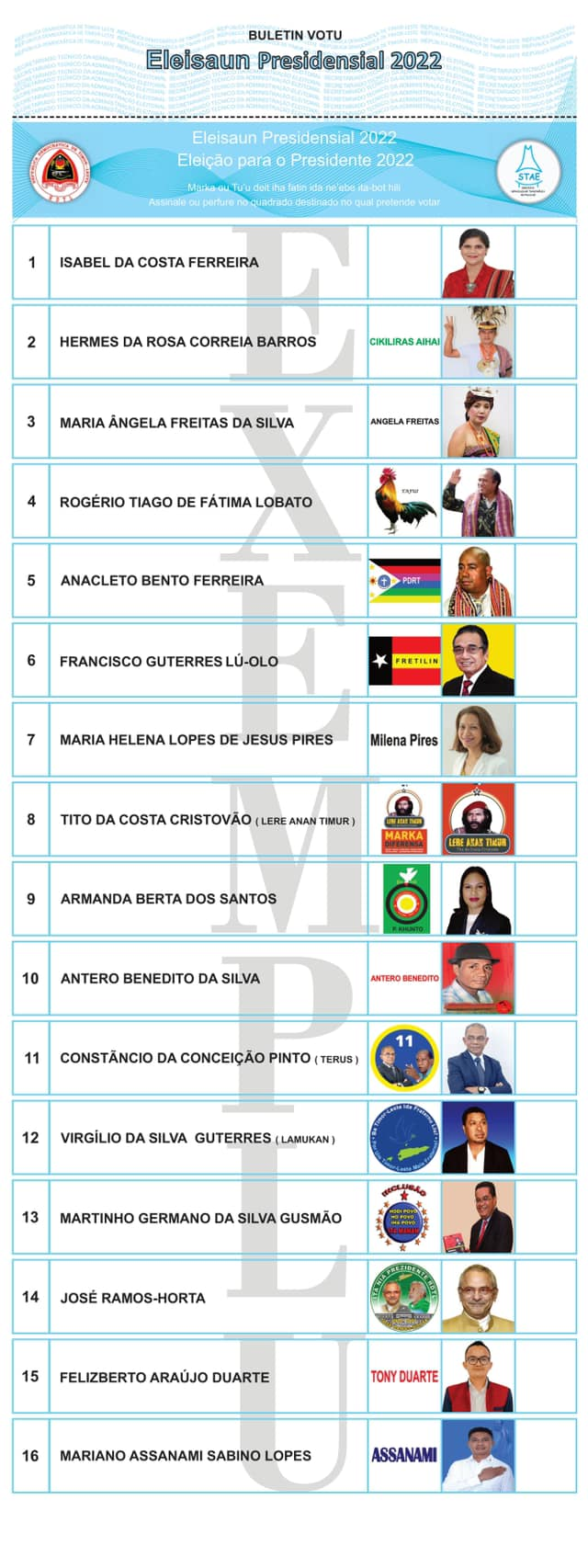
Cédula de votação da primeira volta das eleições de 2022.

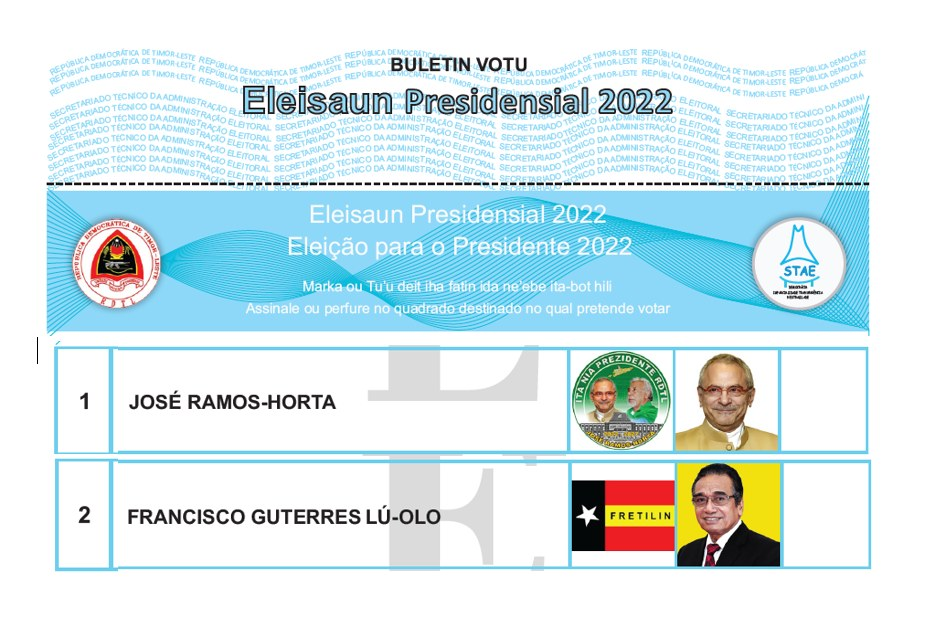
Cédula de votação da segunda volta das eleições de 2022.

| Nome | Nome                             | Partido      | Nomeação        | Notas         |
| ---- | -------------------------------- | ------------ | --------------- | ------------- |
| 1.   | Isabel da Costa Ferreira         | Independente |                 | [ 12 ]        |
| 2.   | Hermes da Rosa Correia Barros    | Independente |                 | [ 12 ]        |
| 3.   | Ángela Freitas                   | Independente |                 | [ 12 ]        |
| 4.   | Rogerio Lobato                   | Independente |                 | [ 12 ]        |
| 5.   | Anacleto Bento Ferreira          | PDRT         |                 | [ 12 ]        |
| 6.   | Francisco Guterres               | FRETILIN     | Janeiro de 2022 | [ 13 ] [ 12 ] |
| 7.   | Milena Pires                     | Independente |                 | [ 12 ]        |
| 8.   | Lere Anan Timur                  | Independente |                 | [ 12 ]        |
| 9.   | Armanda Berta dos Santos         | KHUNTO       |                 | [ 12 ]        |
| 10.  | Antero Benedito Silva            | Independente |                 | [ 12 ]        |
| 11.  | Constâncio da Conceção Pinto     | Independente |                 | [ 12 ]        |
| 12.  | Virgílio da Silva Guterres       | Independente |                 | [ 12 ]        |
| 13.  | Martinho Germano da Silva Gusmão | PUDD         | Janeiro de 2022 | [ 13 ] [ 12 ] |
| 14.  | José Ramos-Horta                 | CNRT         | Janeiro de 2022 | [ 13 ] [ 12 ] |
| 15.  | Felizberto Araújo Duarte         | Independente |                 | [ 12 ]        |
| 16.  | Mariano Sabino Lopes             | PD           |                 | [ 12 ]        |

## Resultados
| Candidato(a)                            | Partido                                 | 1.ª volta | 1.ª volta | 2.ª volta      | 2.ª volta      |
| Candidato(a)                            | Partido                                 | Votos     | %         | Votos          | %              |
| --------------------------------------- | --------------------------------------- | --------- | --------- | -------------- | -------------- |
| José Ramos-Horta                        | CNRT                                    | 303 477   | 46,56%    | 398 028        | 62,10%         |
| Francisco Guterres                      | FRETILIN                                | 144 282   | 22,13%    | 242 939        | 37,90%         |
| Armanda Berta dos Santos                | KHUNTO                                  | 56 690    | 8,70%     | Não participou | Não participou |
| Lere Anan Tamerlão                      | Independente                            | 49 314    | 7,57%     | Não participou | Não participou |
| Mariano Sabino Lopes                    | PD                                      | 47 334    | 7,26%     | Não participou | Não participou |
| Anacleto Bento Ferreira                 | PRDT                                    | 13 205    | 2,03%     | Não participou | Não participou |
| Martinho Germano da Silva Gusmão        | PUDD                                    | 8 598     | 1,32%     | Não participou | Não participou |
| Hermes da Rosa Correia Barros           | Independente                            | 8 030     | 1,23%     | Não participou | Não participou |
| Milena Pires                            | Independente                            | 5 430     | 0,83%     | Não participou | Não participou |
| Isabel da Costa Ferreira                | Independente                            | 4 219     | 0,65%     | Não participou | Não participou |
| Felizberto Araújo Duarte                | Independente                            | 2 709     | 0,42%     | Não participou | Não participou |
| Constâncio da Conceção Pinto            | Independente                            | 2 520     | 0,39%     | Não participou | Não participou |
| Rogério Lobato                          | Independente                            | 2 058     | 0,32%     | Não participou | Não participou |
| Virgílio da Silva Guterres              | Independente                            | 1 720     | 0,26%     | Não participou | Não participou |
| Antero Benedito Silva                   | Independente                            | 1 562     | 0,24%     | Não participou | Não participou |
| Ángela Freitas                          | Independente                            | 711       | 0,11%     | Não participou | Não participou |
| Total de votos válidos                  | Total de votos válidos                  | 651 859   | 98,16%    | 640 967        | 99,16%         |
| Votos inválidos/em branco               | Votos inválidos/em branco               | 12 247    | 1,84%     | 5,422          | 0,84%          |
| Total de votos                          | Total de votos                          | 664 106   | 100.00%   | 646 389        | 100.00%        |
|                                         |                                         |           |           |                |                |
| Eleitores registados/afluência às urnas | Eleitores registados/afluência às urnas | 859 613   | 77.26%    | 859 925        | 75.17%         |
| Fonte:CNE                               |                                         |           |           |                |                |

### Desempenho nos municípios

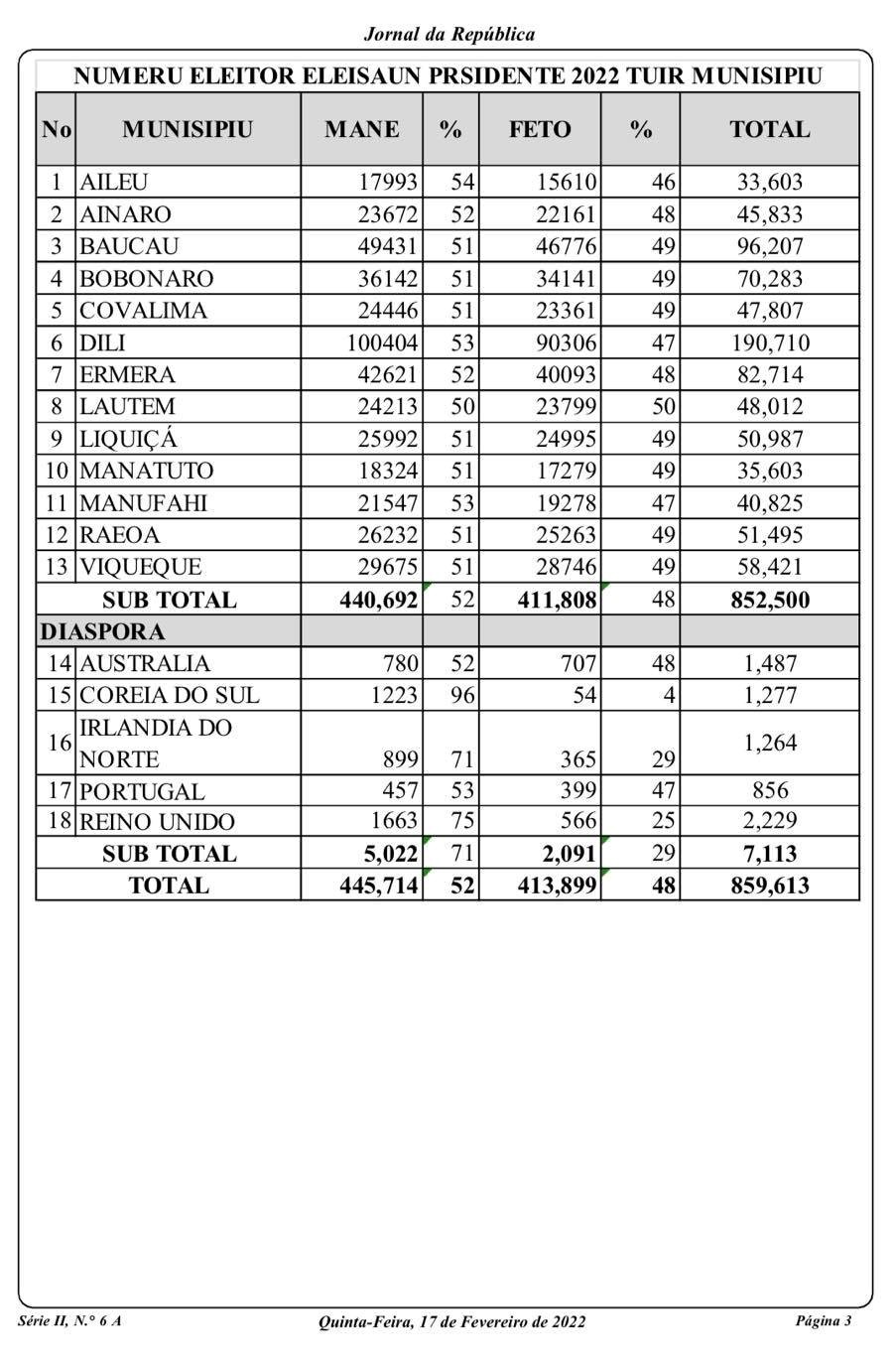
Contagem de eleitores aptos a votar, separados em homens (mane) e mulheres (feto).

- José Ramos-Horta foi o candidato mais votado nos municípios de Aileu, Ainaro, Bobonaro, Cova Lima, Díli, Ermera, Liquiçá, Manatuto, Manufahi, na Região Especial Administrativa de Oecusse, e nas seções eleitorais estrangeiras de Austrália, Coreia do Sul, e Portugal.
- Francisco Guterres sagrou-se vencedor nos municípios de Baucau e Viqueque e nas seções eleitorais estrangeiras de Inglaterra e Irlanda do Norte.
- Lere Anan Timur obteve a maior votação no município de Lautém.
- Na segunda volta, os resultados por município se mantiveram, e José Ramos-Horta conseguiu a vitória no município de Lautém.

### Leituras adicionais
- Chen, Li-Li (11 de março de 2022). «Does Timor-Leste's Upcoming Election Herald a More Inclusive and Progressive Democracy?». The Diplomat. Consultado em 17 de março de 2022
- Leach, Michael (14 de março de 2022). «Timor's presidential poll». Asialink. University of Melbourne. Consultado em 17 de março de 2022
- Mok; Niner, Sara; Palmer, Lisa (4 de março de 2022). «More inclusive analysis needed of presidential elections in Timor-Leste». Election Watch (em inglês). University of Melbourne. Consultado em 17 de março de 2022